# Pedro Román (grabador)

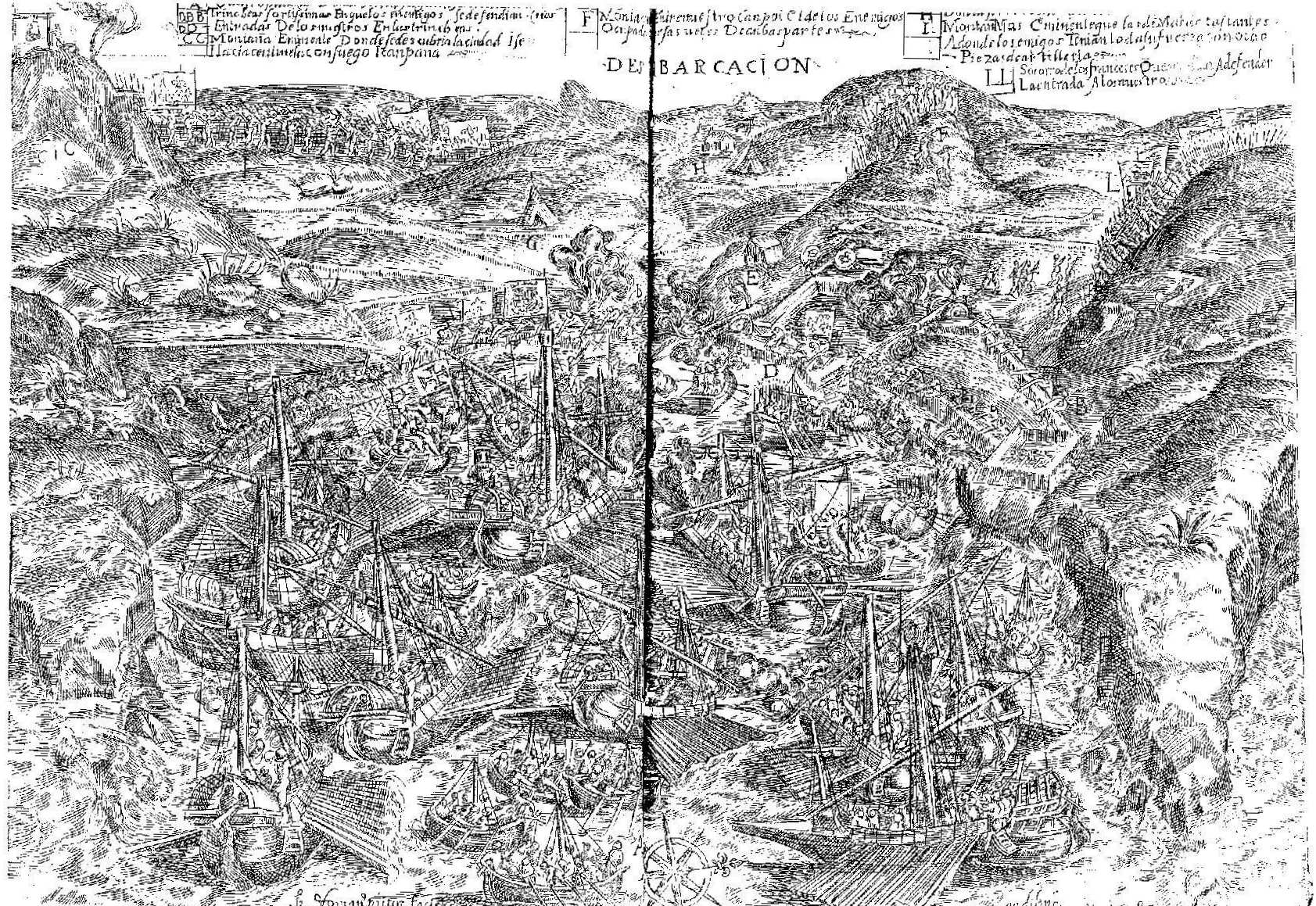
Pintura de la desembarcación y asalto, hoja de lámina plegada incorporada a la obra de Cristóbal Mosquera de Figueroa, Comentario en breue compendio de disciplina militar: en que se escriue la jornada de las islas de los Açores, en Madrid por Luis Sánchez, 1596. Buril firmado por Pedro Román en Cádiz con el desembarco de Álvaro de Bazán en la isla Terceira.

Pedro Román (ft. 1583-1597), pintor y calcógrafo, fue uno de los primeros grabadores españoles en utilizar la técnica del buril. 
Según Ceán, que interpreta como una B la inicial del nombre en la estampa, grabó en Cádiz y a buril, en 1583, el desembarco y conquista ese mismo año de la isla Terceira por Álvaro de Bazán, estampa recogida en la obra de Cristóbal Mosquera de Figueroa, Comentario en breue compendio de disciplina militar: en que se escriue la jornada de las islas de los Açores, editada en Madrid por Luis Sánchez, 1596. De la propia estampa, firmada por Román con título de pintor, dice que es digna de estimación por el asunto que trata y el aprecio del libro en el que figura, aunque «no sea de gran mérito, porque en aquel tiempo estaba muy atrasado el arte de grabar en dulce en España».
Es suyo también el retrato de Cristóbal de Rojas, buril firmado «Pedro Román[us] pintor f./ 1597», incorporado al frente del tratado que el ingeniero militar dedicó a la enseñanza de las modernas técnicas de fortificación, publicado con el título Teoría y práctica de fortificación, conforme las medidas y defensas destos tiempos, Madrid, 1598. Obra profusamente ilustrada con figuras geométricas y modelos de fortificación, Román, aunque no firmadas, podría ser también el autor de ellas y de la portada sobre diseños proporcionados por Rojas.